# Sainte-Bazeille
Sainte-Bazeille település Franciaországban, Lot-et-Garonne megyében. Lakosainak száma 3183 fő (2022. január 1.). Sainte-Bazeille Lagupie, Beaupuy, Castelnau-sur-Gupie, Couthures-sur-Garonne, Gaujac, Jusix, Marmande és Saint-Martin-Petit községekkel határos.

## Népesség
A település népessége az elmúlt években az alábbi módon változott:
| Lakosok száma | 1948 | 2626 | 2629 | 2817 | 3143 | 3143 | 3136 | 3160 | 3174 | 3183 |
|               | 1968 | 1982 | 1990 | 2006 | 2013 | 2015 | 2017 | 2019 | 2020 | 2022 |